# 托马斯·F·贝亚德

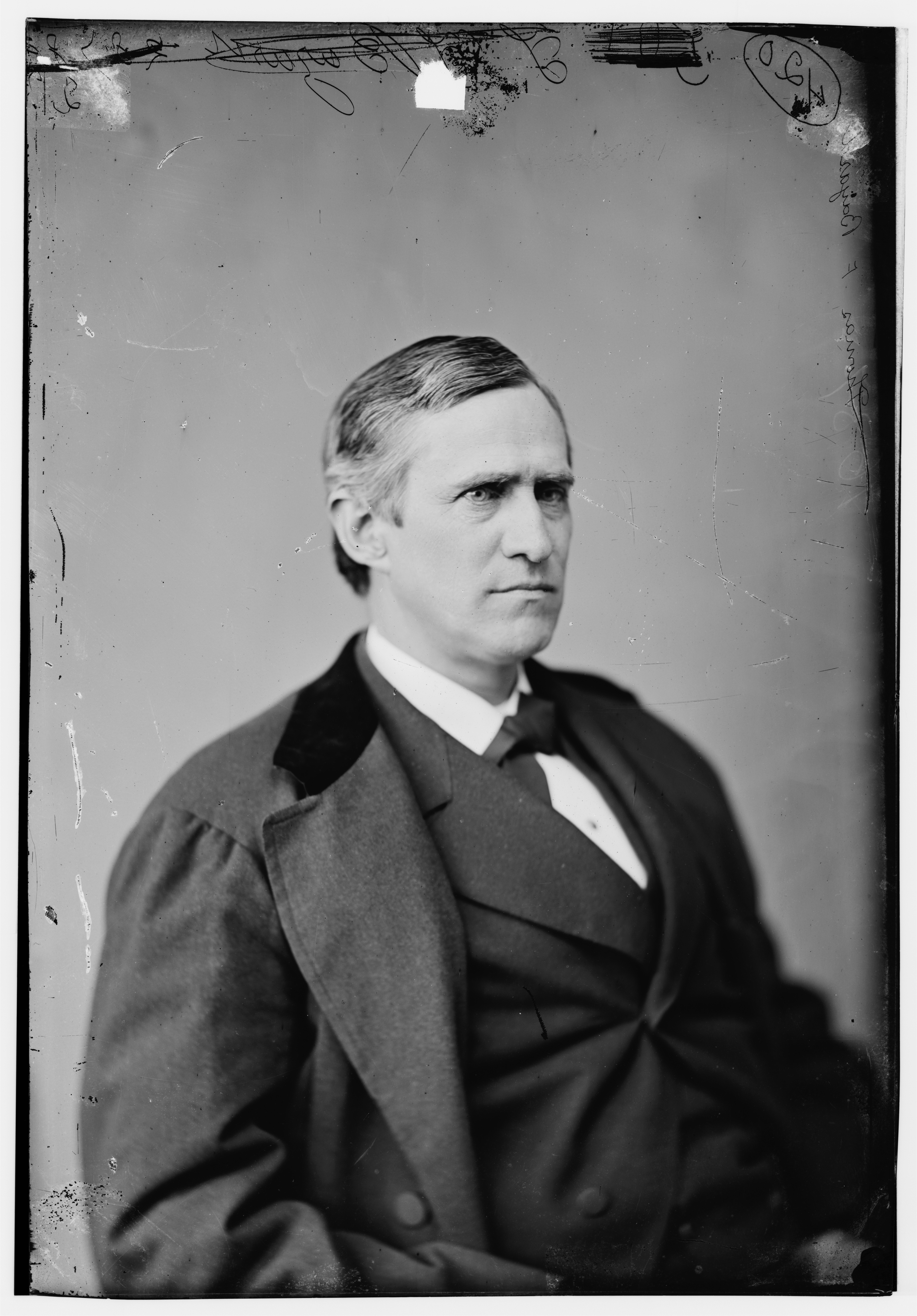
托馬斯·F·貝亞德

托马斯·弗朗西斯·贝亚德（Thomas Francis Bayard，1828年10月29日 - 1898年9月29日），美国律师、政治家，曾任美国国务卿。
| 前任： 弗雷德里克·西奥多·弗里林海森 | 美国国务卿 1885年-1889年 | 繼任： 詹姆斯·G·布莱恩 |